# Nero (zespół muzyczny)
Nero – brytyjskie trio grające muzykę elektroniczną. W jego skład wchodzą Daniel Stephens, Joe Ray i wokalistka Alana Watson.  W sierpniu 2011 ukazał się ich debiutancki album studyjny "Welcome Reality", który osiągnął numer jeden w Wielkiej Brytanii w liście "UK Albums Chart". W sierpniu 2012 roku, utwór "Promises" zdobył złoto w Stanach Zjednoczonych. 10 lutego 2013 r. grupa Nero wraz ze Skrillex'em otrzymała nagrodę Grammy za remiks utworu "Promises".

## Dyskografia
- Welcome Reality (2011)
- Between II Worlds (2015)
- Into the Unkown (2024)